# Irlanda (isla)
La isla de Irlanda (en irlandés: Éire pronunciado [ˈeːɾʲə] (escucharⓘ), en inglés: Ireland pronunciado [aɪəɹlənd] (escucharⓘ)) es la tercera isla más grande de Europa y la vigésima más grande del mundo. Se encuentra al noroeste de la Europa continental y está rodeada por cientos de islas e islotes más pequeños. Antaño, poseía una vegetación abundante, producto de su clima oceánico templado pero variable, lo que evita los extremos en la temperatura, pero en la actualidad es una de las zonas más deforestadas de Europa.
Al este de Irlanda, se encuentra la isla de Gran Bretaña, de la cual está separada por el mar de Irlanda. La República de Irlanda compone cinco sextas partes de la isla. Irlanda del Norte, un país constituyente del Reino Unido, cubre la sexta parte restante y está ubicada al noreste de la isla. Ocasional y coloquialmente es llamada «la Isla Esmeralda», haciendo referencia al intenso color verde de sus campos.

## Etimología
Éire, en inglés Ireland es el nombre de una de las islas británicas y del estado que ocupa su mayor parte. Ambas formas del nombre derivan del gaélico irlandés antiguo Ériu, nombre de una diosa en la mitología de la isla, atestiguada en textos desde el siglo IX.
El nombre original, en protogoidélico, se reconstruye como *Īweriū, derivado de *Φīwerjon- (*Φīwerjū en nominativo singular). La hipótesis más difundida vincula esta palabra con el protoindoeuropeo *piHweryon-, de una raíz *piHwer- que significa “grasa” o “leche”, en el sentido de "abundancia". El teónimo aludiría, según esta hipótesis, a una diosa de la fertilidad y, como nombre de lugar, a una isla fecunda. Una hipótesis más reciente considera a *Φīwerjū, una derivación de la raíz protoindoeuropea: *h2uer, “(agua) que fluye”, con lo cual el nombre alude a la corriente del Océano, en cuyo límite se encuentra la isla. En esta hipótesis, la diosa Ériu sería una personificación del nombre de la isla, antes que su origen. *Īweriū dio origen también a las formas griega y latina: Ierne Ἰέρνη e Hibernia, respectivamente.
Ireland proviene del anglosajón: Īr- apócope de Īras “irlandés” y land, “tierra” o “país”, aunque también es posible una forma más directa Eireland, "Tierra de Éire".
Erin, el nombre poético de la isla, es la forma anglicizada de Éirinn caso dativo de Éire.

## Desarrollo geológico

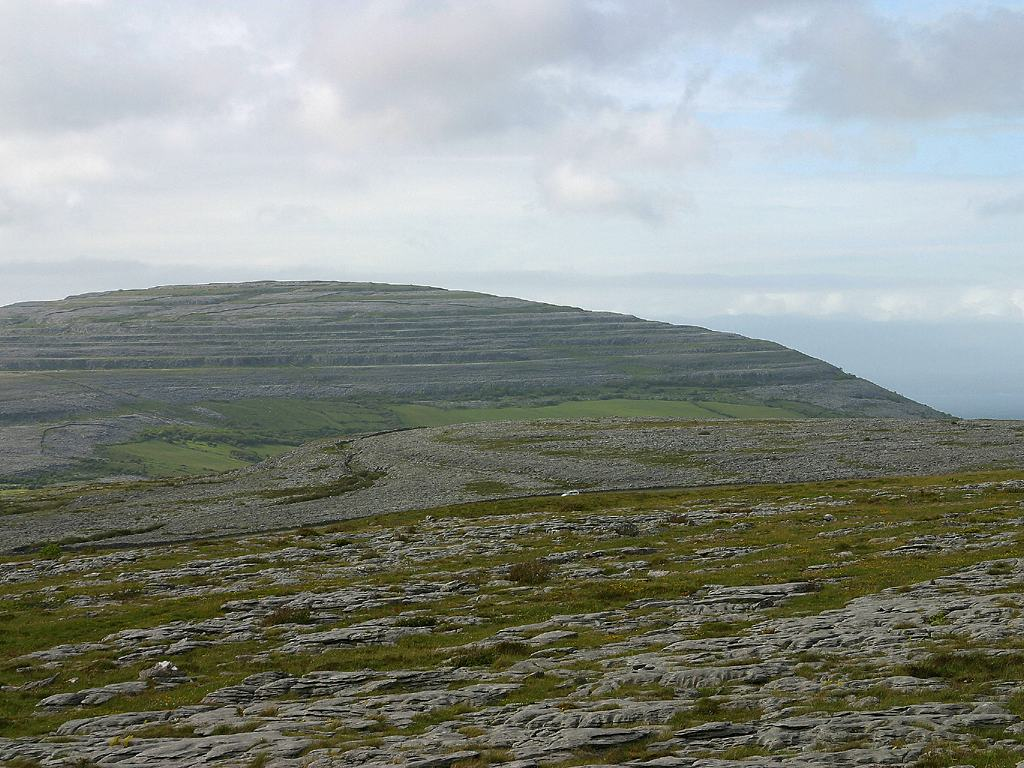
Paisaje kárstico en El Burren.

Al término del precámbrico, hace cerca de 600 millones de años, la masa de tierra que después habría evolucionado a la isla de Irlanda, se habría dividido en dos, estando una parte en el oeste del océano Iapetus y la otra al este, ambas más o menos a la latitud en la que hoy se encuentra Sudáfrica. Casi con toda certeza, se encontraban debajo del nivel del mar, como demuestran muchos fósiles marinos encontrados en Bray Head, en el condado de Wicklow.
Durante los 50 millones de años siguientes, estas dos masas de tierra entraron en colisión, para luego unirse hace aproximadamente 440 millones de años. Esto queda demostrado por la existencia de numerosos fósiles de formas de vida costeras de ambas masas, hallados cerca de Clogher Head, en el condado de Louth. Las montañas del noroeste de Irlanda son fruto de esta colisión, así como las formaciones graníticas de Donegal y Wicklow.
En esta época, la tierra firme irlandesa ya estaba por encima del nivel del mar y se ubicaba cerca del ecuador. Esta teoría se sustenta en los hallazgos de restos fósiles de formas de vida de ese periodo, como los árboles fosilizados de Kiltorcan, en el condado de Kilkenny, las huellas de seres anfibios en Valentia Island, en el condado de Kerry, o varios moluscos de agua dulce. La arenisca roja típica de algunas zonas también se formó en este período.
Entre hace 400 y 300 millones de años, Europa noroccidental se hundió en un mar cálido y rico en calcio. Se formaron grandes arrecifes de coral que, a su vez, crearon la base para la formación de rocas calizas, que hoy componen cerca del 65% del territorio irlandés. Con la bajada de las aguas, aparecieron vastas selvas tropicales y pantanales que, con el paso de los siglos y mediante su soterramiento y posterior putrefacción del material orgánico, dieron paso a una considerable cantidad de carbón. Este período, llamado Carbonífero por eso mismo, se caracterizó por movimientos telúricos que tuvieron como resultado la formación de las zonas montañosas y onduladas del noreste y suroeste de la isla.

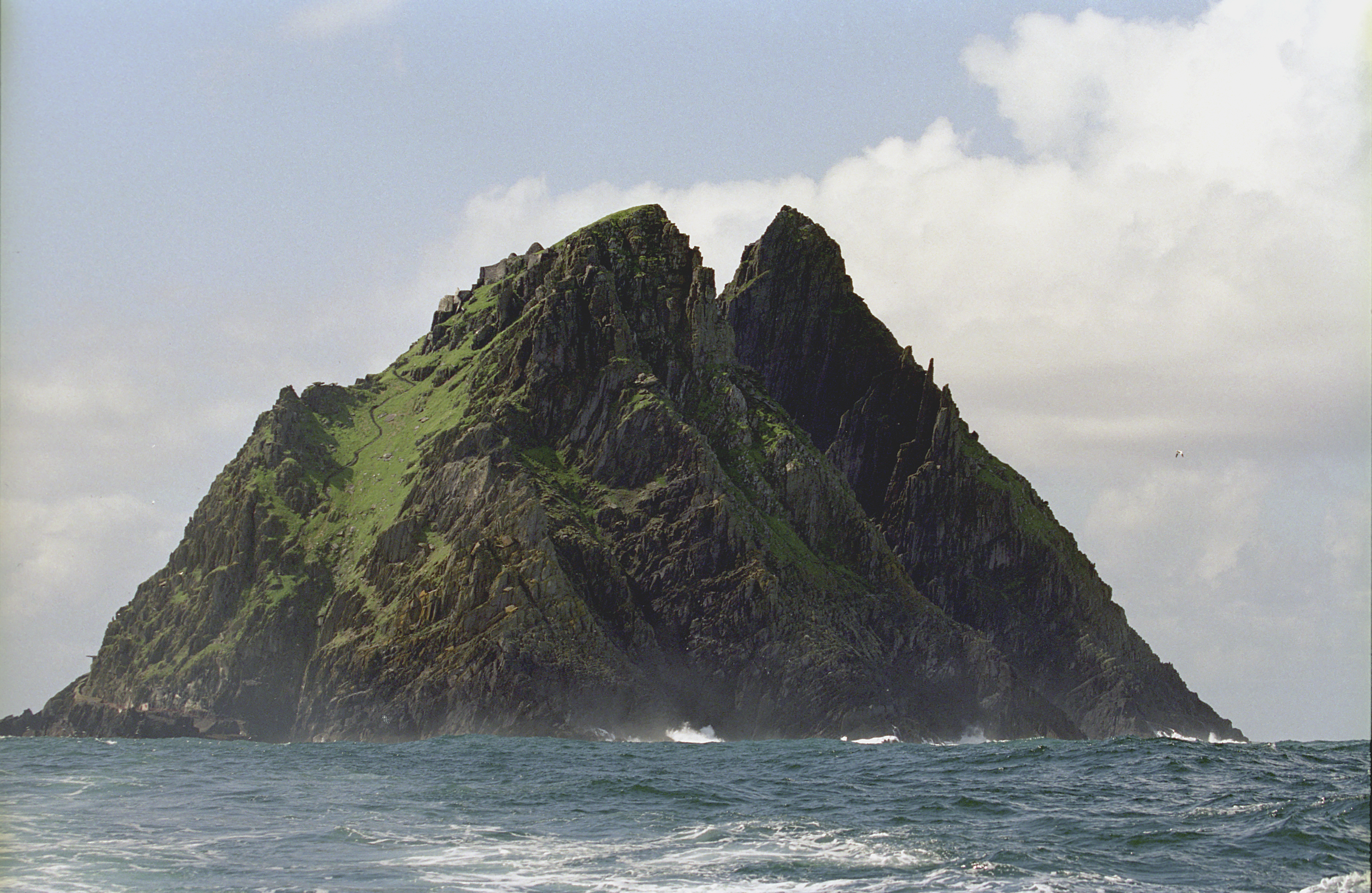
Skellig Michael.

Irlanda llega así, hace 250 millones de años, a la latitud del actual Egipto, teniendo en aquel entonces un clima desértico que contribuyó a la erosión del terreno compuesto por rocas carboníferas y areniscas. La fina capa de rocas calcáreas del sur del país también se vio afectada por esta erosión. La desaparición de la arenisca en algunas zonas y la exposición de la roca calcárea al dióxido de carbono llevó a la formación de particulares paisajes kársticos; de todos ellos, uno ha quedado prácticamente intacto, y es El Burren, en el condado de Clare, lugar formado por un suelos calizos agrietados de notables dimensiones. También, varias zonas de las cercanas islas Aran muestran este tipo de formación geológica.
Poco después de este período, y gracias a la descomposición orgánica que tuvo lugar en los mares, se formaron los yacimientos de petróleo y gas natural que hoy desempeñan un papel importante en la economía de la nación irlandesa. Después, Irlanda se volvió a hundir, pero esta vez en un mar rico en compuestos calcáreos. Se pueden encontrar restos de mineral de creta, producto de esta inmersión, en subestratos del suelo del norte de la isla, cubiertos por roca basáltica formada hace 65 millones de años gracias a la actividad volcánica.

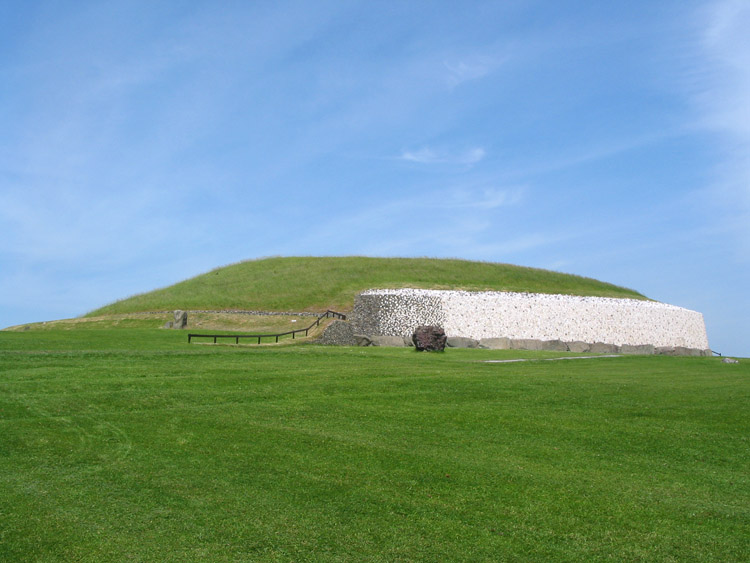
Newgrange.

Testimonio de esta actividad son los montes de Mourne y otras formaciones montañosas del norte de Irlanda. El vulcanismo trajo de nuevo un clima cálido, favoreciendo así el desarrollo de la vegetación. Los restos vegetales luego formarían depósitos de lignito (muy especialmente en el condado de Antrim, en donde permanecen intactos). Las condiciones climáticas cálidas produjeron un aumento de las lluvias, que aceleraron los procesos de erosión y formación de paisajes kársticos.
Hace 25 millones de años, la isla ya se encontraba cercana a su posición actual. El manto rocoso ya estaba cubierto por una considerable capa de suelo, gracias a las largas y continuas erosiones. En las áreas con buen drenaje, la capa rocosa se cubrió por suelo gris u oscuro, y en las áreas con drenaje escaso dominó la arcilla negra.
Hasta hace 1,7 millones de años, la Tierra estuvo sometida a continuas fluctuaciones entre eras cálidas y eras frías, que influyeron notablemente a Irlanda. Especial mención merece la era glacial, que creó particulares figuras geológicas que hoy caracterizan el paisaje irlandés, como los drumlin, los esker, los valles glaciales como Glendalough o Glengesh, y los corrie.

## Geografía física

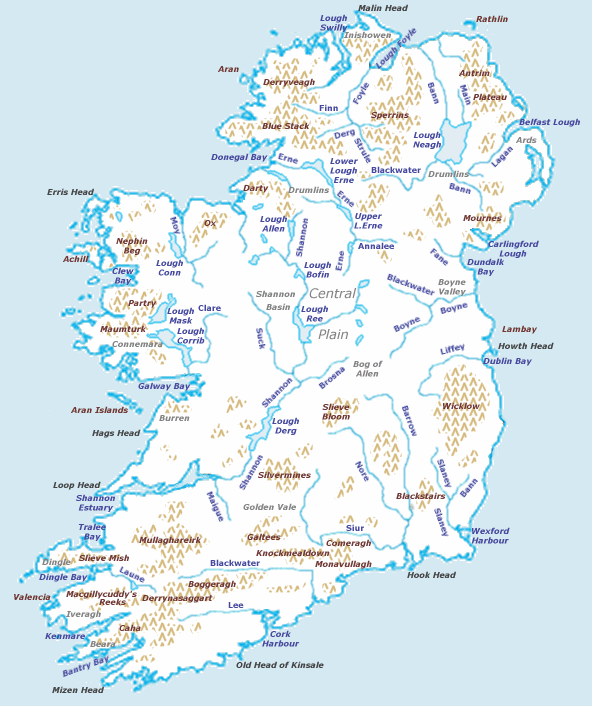
Mapa físico de la isla.

La topografía de la isla se caracteriza por la presencia de montañas costeras relativamente bajas, las cuales rodean la llanura central que presenta varios ríos navegables que se extienden hacia el interior. La máxima altura de la isla es el monte Carrantuohill (en irlandés: Corran Tuathail) de 1038 m s. n. m., ubicado en las Macgillicuddy's Reeks en el condado de Kerry, al sur de la isla.
Por su parte, la mayoría de las tierras cultivables se encuentra en la provincia de Leinster, al este de la isla. La zona occidental se caracteriza por una topografía escarpada, montañosa y rocosa, con verdes vistas panorámicas.
La isla cuenta con numerosos ríos, lagos y cuerpos de agua. El principal río de Irlanda es el Shannon, con 386 km de largo, el cual nace en las montañas Cuilcagh, en el condado de Cavan, en el noroeste y desemboca en la ciudad de Limerick en el medio oeste. Por su parte, el mayor lago de la isla es el Lough Neagh, ubicado en el centro del territorio de Irlanda del Norte, en el extremo noreste de la isla.

## Clima
En general, Irlanda tiene un clima oceánico, templado pero variable, con pocos extremos. El clima es típicamente insular, templado y lluvioso, evitándose los extremos en la temperatura que son comunes en muchas otras áreas en el mundo en latitudes similares.
Las precipitaciones caen durante todo el año, alternándose con momentos de sol, especialmente en el este. El oeste tiende a ser más húmedo en promedio y propenso a las tormentas del Atlántico, especialmente en otoño y el invierno. Estas ocasiones traen vientos destructivos y grandes precipitaciones, así como pueden traer nieve y granizo.

## Flora y fauna

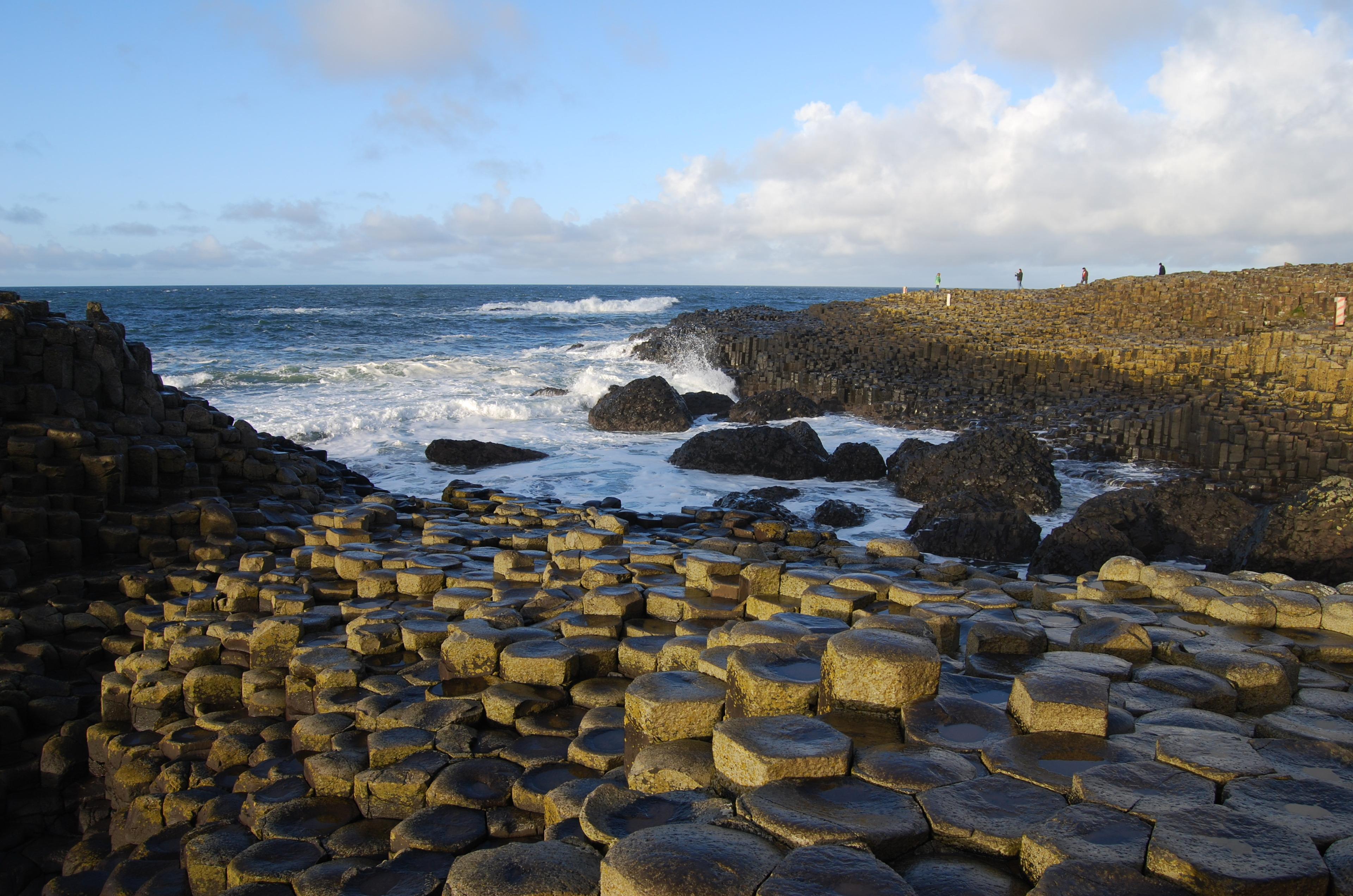
Calzada del Gigante.

La isla de Irlanda es, en general, menos rica en especies animales y vegetales que Europa continental o la vecina isla de Gran Bretaña. Esto se debe, principalmente, a que Irlanda quedó aislada, por la subida del nivel del mar con relativa rapidez, durante el periodo post-glacial.
Se contabilizan solo 26 mamíferos nativos de Irlanda, algunos, como el tejón, el zorro rojo o el erizo se distribuyen por todo el territorio y se encuentran con frecuencia; mientras que otros, como el ciervo rojo, solo sobreviven en parques nacionales. En la isla no hay especies de serpientes, pero se han registrado alrededor de 400 especies de aves. La mayor parte de ellas son migratorias, incluyendo Golondrinas, procedentes de Islandia, Groenlandia y África.
Gracias a la influencia cálida de la corriente del Atlántico Norte, en las costas de Irlanda es posible encontrar fauna acuática, compuesta por tortugas, tiburones, rorcuales, ballenas jorobadas y delfines.

## Historia

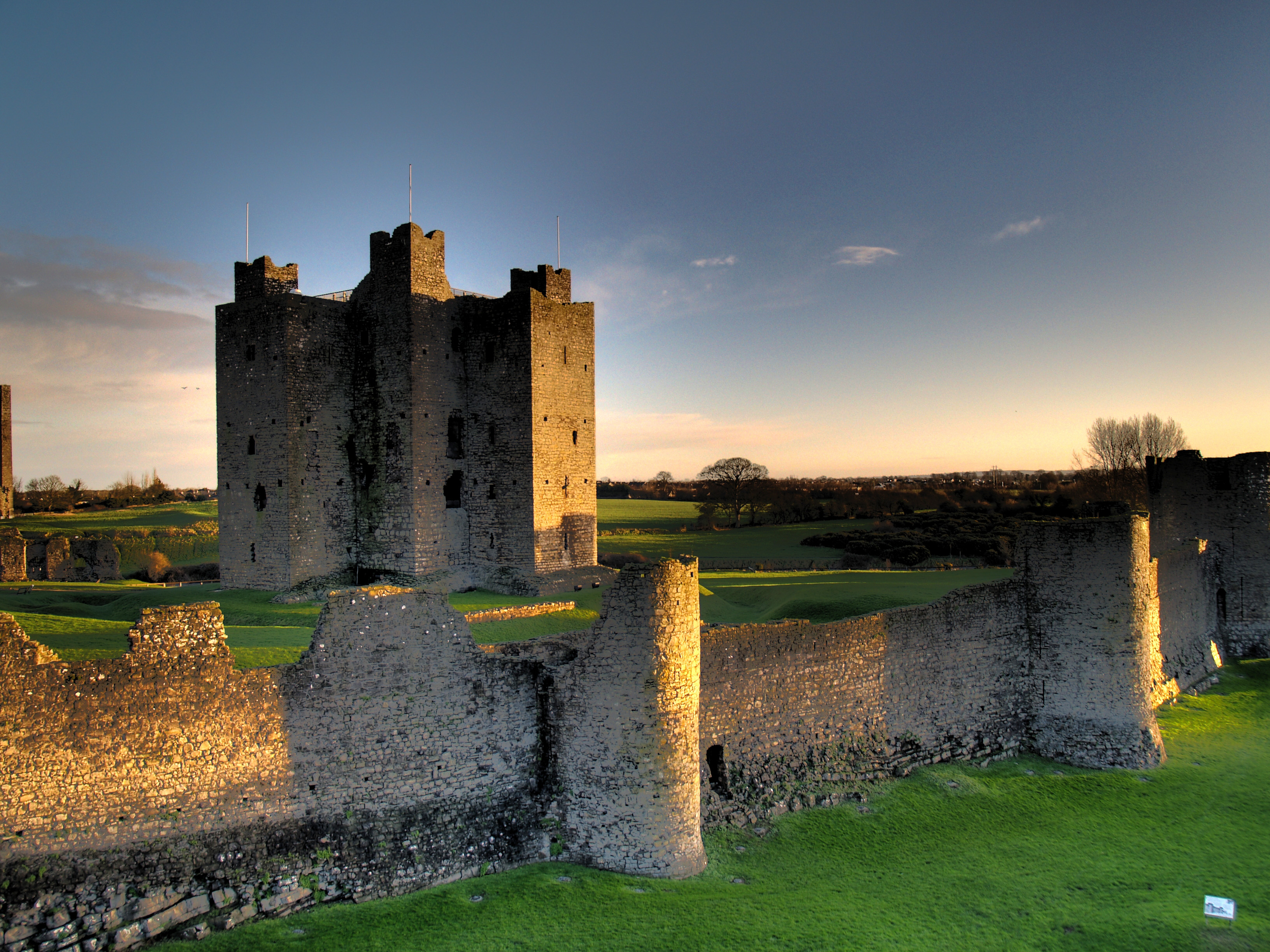
Restos del castillo de Trim del en el condado de Meath, el castillo normando más grande de Irlanda.

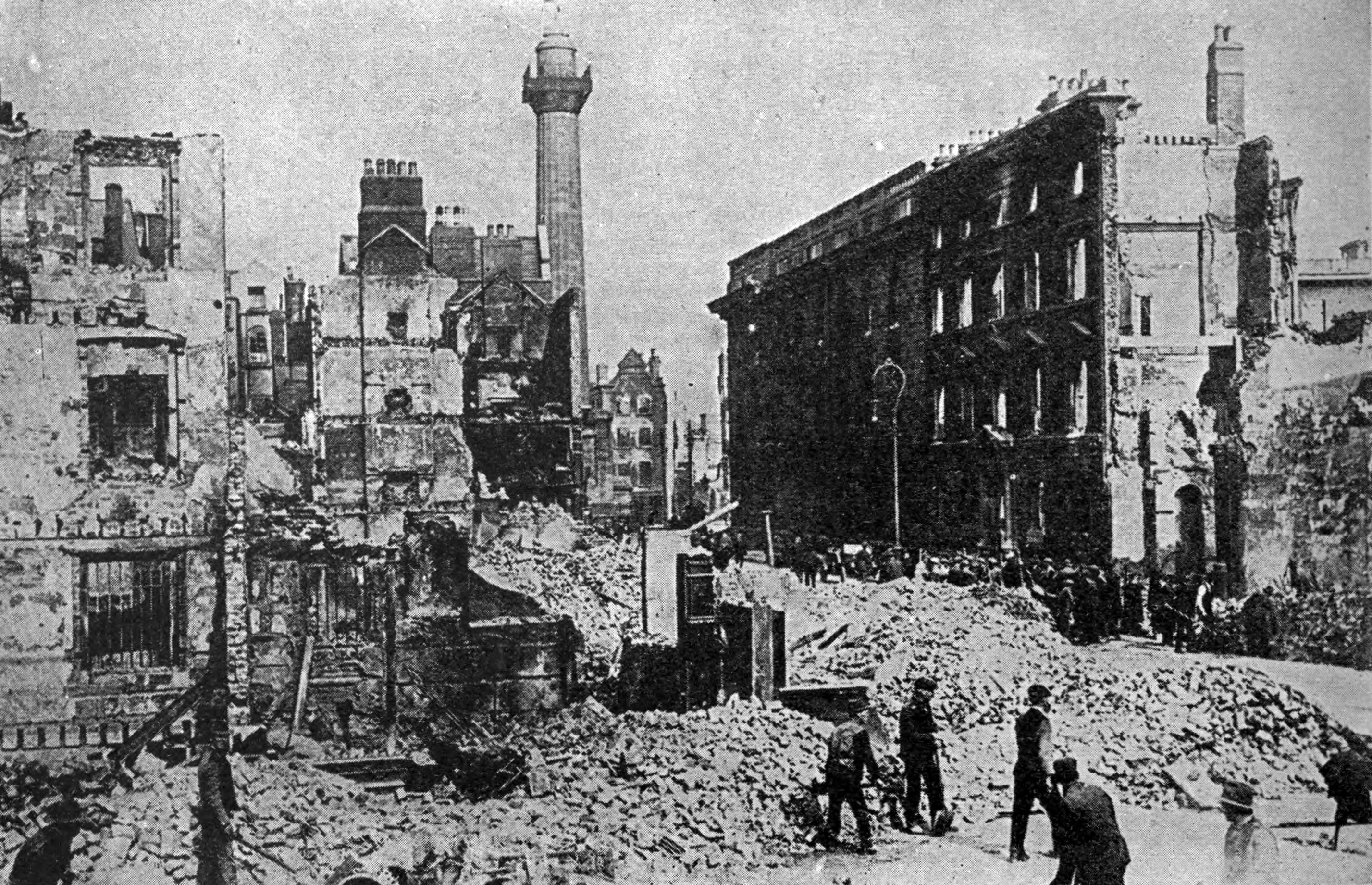
Sackville Street (ahora O'Connell Street), Dublín, después del Alzamiento de Pascua de 1916.

La isla de Irlanda ha estado poblada durante 9000 años, tiempo en el cual fueron registrados los primeros ancestros del pueblo irlandés, como los nemedios, fomorianos, Fir Bolgs, Tuatha Dé Danann y los milesianos (mitología celta). La invasión normanda durante la Edad Media dio paso a la Reconquista Tudor de Irlanda en el siglo XVI.
En el siglo XVIII, se designó un sistema de dominio protestante para poner en desventaja a la mayoría católica frente a la minoría protestante. En 1801, Irlanda se convirtió en parte del Reino Unido. Durante el siglo XIX Irlanda enfrentó una Gran Hambruna que impulsó a millones de irlandeses a emigrar. A inicios del siglo XX, la guerra de Independencia irlandesa tuvo como resultado la partición de la isla, al crearse el Estado Libre Irlandés que se volvió crecientemente soberano en las décadas siguientes. Irlanda del Norte siguió siendo parte del Reino Unido, aunque padeció conflictos civiles desde fines de los años 1960 hasta la firma de un acuerdo político en 1988.
Hasta los años 1980, Irlanda era una economía subdesarrollada con un problema de emigración económica a gran escala. Á partir de la década de 1990 la economía irlandesa (en particular la de la República de Irlanda) experimentó crecimiento económico sin precedentes, en un fenómeno conocido como el "Tigre Celta;" La República de Irlanda adoptó el euro en 1999, mientras que Irlanda del Norte mantuvo a la libra esterlina como su moneda oficial.

## Demografía

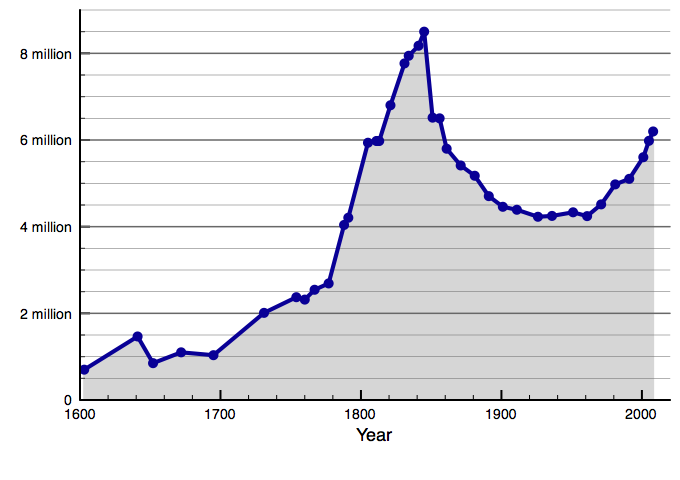
La población de Irlanda desde 1603 muestra los estragos de la Gran Hambruna irlandesa (1845-1849).

Una investigación genética de 2004 sugiere que llegaron a la isla tras viajar por generaciones a lo largo de la costa atlántica desde la actual Escocia. Teorías previas sostenían que la migración provino de Europa central. Registros históricos y genealógicos tempranos notan la existencia de docenas de diferentes pueblos que pueden o no haber sido mitológicos, por ejemplo, los Cruithne, Attacotti, Conmaicne, Eóganachta, Érainn y Soghain, para nombrar a algunos. En el último milenio aproximadamente, vikingos, normandos, escotos e ingleses se añadieron a la población indígena.
Se estima que la población de Irlanda es de 6,2 millones de personas. Poco menos de 4,5 millones de ellas habitan la República de Irlanda, mientras que poco menos de 1,8 millones hacen lo propio en Irlanda del Norte.
El mayor grupo religioso de Irlanda es el cristianismo (83 %) y su mayor denominación es el catolicismo, el cual representa del 78,3 % de la población de la isla. La mayor parte del resto de la población se adhiere a una de las varias denominaciones protestantes. La mayor de las denominaciones protestantes es la Iglesia de Irlanda anglicana.

## División administrativa
La isla de Irlanda está dividida en dos estados:
- República de Irlanda: Estado soberano, oficialmente llamado Irlanda, con capital en Dublín.
- Irlanda del Norte: Nación constitutiva perteneciente al Reino Unido, situado al noreste de la isla, ocupando una sexta parte de la misma. Su capital es Belfast.

Históricamente Irlanda se divide en cuatro grandes provincias:
| Provincia | Población | Superficie (km²) | Superficie (sq mi) | Ciudad más grande |
| --------- | --------- | ---------------- | ------------------ | ----------------- |
| Connacht  | 504,121   | 17,713           | 6,839              | Galway            |
| Leinster  | 2,295,123 | 19,774           | 7,635              | Dublín            |
| Munster   | 1,173,340 | 24,608           | 9,501              | Cork              |
| Úlster    | 1,993,918 | 24,481           | 9,452              | Belfast           |